# Grundzüge der Mengenlehre

Grundzüge der Mengenlehre (en français " Éléments de la théorie des ensembles") est l'un des livres majeurs qui jalonnent la construction de la théorie des ensembles. Il est écrit par le mathématicien allemand Felix Hausdorff qui le dédie à Georg Cantor.

## Histoire
Initialement publié en avril 1914, Grundzüge der Mengenlehre est la première introduction rigoureuse à la théorie des ensembles et deviendra après la Première Guerre mondiale un classique de la littérature mathématique,. Au-delà des résultats de recherche et du traitement systématique des tâches identifiées à l'époque en théorie des ensembles, le livre comporte également des chapitres originaux de théorie de la mesure et de topologie sujets alors considérés comme inclus dans la théorie des ensembles. Dans les chapitres 7, 8 et 9 de l'ouvrage, Hausdorff choisit parmi les axiomes sur les voisinages de David Hilbert, ceux les plus féconds pour une théorie plus générale et son travail est le point de départ de travaux ultérieurs en topologie générale, notamment par l'école de Moscou.
Dans la seconde édition de 1927 plus simplement intitulée Mengenlehre (c'est-à-dire "Théorie des ensembles"), Hausdorff ne reprend pas ces sujets. La troisième édition de 1935 sert de support à la traduction en anglais de 1957 par une équipe dirigée par John R. Aumann sous le titre Set Theory.

### Éditions
- Felix Hausdorff, Grundzüge der Mengenlehre, Leipzig, Veit, 1914 (ISBN 978-0-8284-0061-9, lire en ligne) réimpression  Chelsea Publishing Company (en) en 1949.
  - lire en ligne sur Gallica
  - lire en ligne sur Internet Archive
- Felix Hausdorff, Mengenlehre, Berlin-Leipzig, de Gruyter, 1935 (1re éd. 1927) republié par Dover Publications, New York, N. Y., 1944
- Felix Hausdorff, Set theory, New York, Chelsea Publishing Company (en), 1962 (1re éd. 1957) (ISBN 978-0821838358) republié par AMS-Chelsea 2005.